# Boris Grimberg
Boris Grimberg (* 19. Juni 1988 in Kostroma, RSFSR) ist ein deutscher Schachspieler.

## Leben
Grimberg ist Wirtschaftsjurist und lebt seit 1995 in Deutschland.

## Erfolge
Grimberg trägt seit Juni 2011 den Titel Internationaler Meister.
Er gewann mehrere bayerische Landestitel auf Jugendebene. Im Jahr 2001 gewann er die Bayerischen Einzelmeisterschaften U 14, im Jahr 2005 und 2006 wurde er Bayerischer Einzelmeister in der Altersklasse U 18. Im Jahr 2007 wurde er Bayerischer Juniorenmeister in der Altersklasse U 25. Er nahm erfolgreich an zahlreichen Deutschen Jugendmeisterschaften teil.
Im Jahr 2007 wurde er Bayerischer Vizemeister vor Fernschachweltmeister Michail Umansky.
2008 gewann er die Bayerische Einzelmeisterschaft und qualifizierte sich damit zur Deutschen Einzelmeisterschaft 2008 in Bad Wörishofen.  Bei der Deutschen Schnellschach-Einzelmeisterschaft 2008 in Fredersdorf-Vogelsdorf belegte er Platz 9.

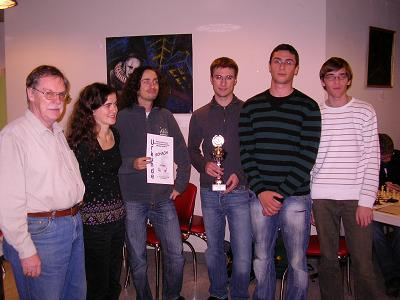
Augusta Vindelicorum mit Gregory Pitl, Korbinian Nuber, Boris Grimberg und Christian Billing (links Organisatoren Klaus Norbert Münch und Katarzyna Woniak)

2009 konnte er mit Augusta Vindelicorum (Augsburg) den 3. Platz bei der Offenen Internationalen Bayerischen Hochschulmannschaftsmeisterschaft in Augsburg belegen.  Im Jahr 2010 belegte er mit der Universität Augsburg den 2. Platz.
In der Saison 2016/2017 spielte er in der 2. Bundesliga West in Österreich für den Schachklub SIR Salzburg, welcher den 1. Platz belegte. In der belgischen Interclubs spielte er in der Saison 2012/13 für den Chess Club Anderlecht.
Bei der Deutschen Blitzschach-Einzelmeisterschaft 2017 belegte er den 10. Platz.
Bei der Bayerischen Blitzschach-Einzelmeisterschaft 2019 belegte er den 2. Platz.
Aktuell (Stand: Saison 2019/20) spielt er für den Augsburger Verein TSV Haunstetten in der Landesliga Süd.